# Klára Herczeg
Klára Herczeg, auch Claire Weiss(-Herczeg) (* 13. Oktober 1906 in Budapest; † 6. August 1997), war eine ungarische Bildhauerin. Sie ist die Stifterin des Klára-Herczeg-Preises, der jährlich von der Young Artists Foundation verliehen wird.

## Leben
Klára Herczeg verbrachte ihre Kindheit in Wien und begann dort eine Bildhauerlehre in der Arsenal-Gießerei. Von 1924 bis 1928 besuchte sie die Ungarische Akademie der Bildenden Künste in Budapest, wo sie von Zsigmond Kisfaludy Strobl unterrichtet wurde.
Nach dem Abschluss ihres Studiums lebte sie von 1929 bis 1930 ein Jahr lang in Berlin und erstellte Porzellanfiguren, unter anderem für das Unternehmen Rosenthal. Danach zog sie nach Paris und wurde dort von Charles Despiau bis 1933 unterrichtet, während sie weiterhin Porzellanfiguren für verschiedene Unternehmen entwarf.
Nach 1933 und mit Unterbrechungen bis zu ihrem Tode lebte sie in Budapest, wo sie 1937 auch heiratete. Die Ehe blieb kinderlos.

## Werke

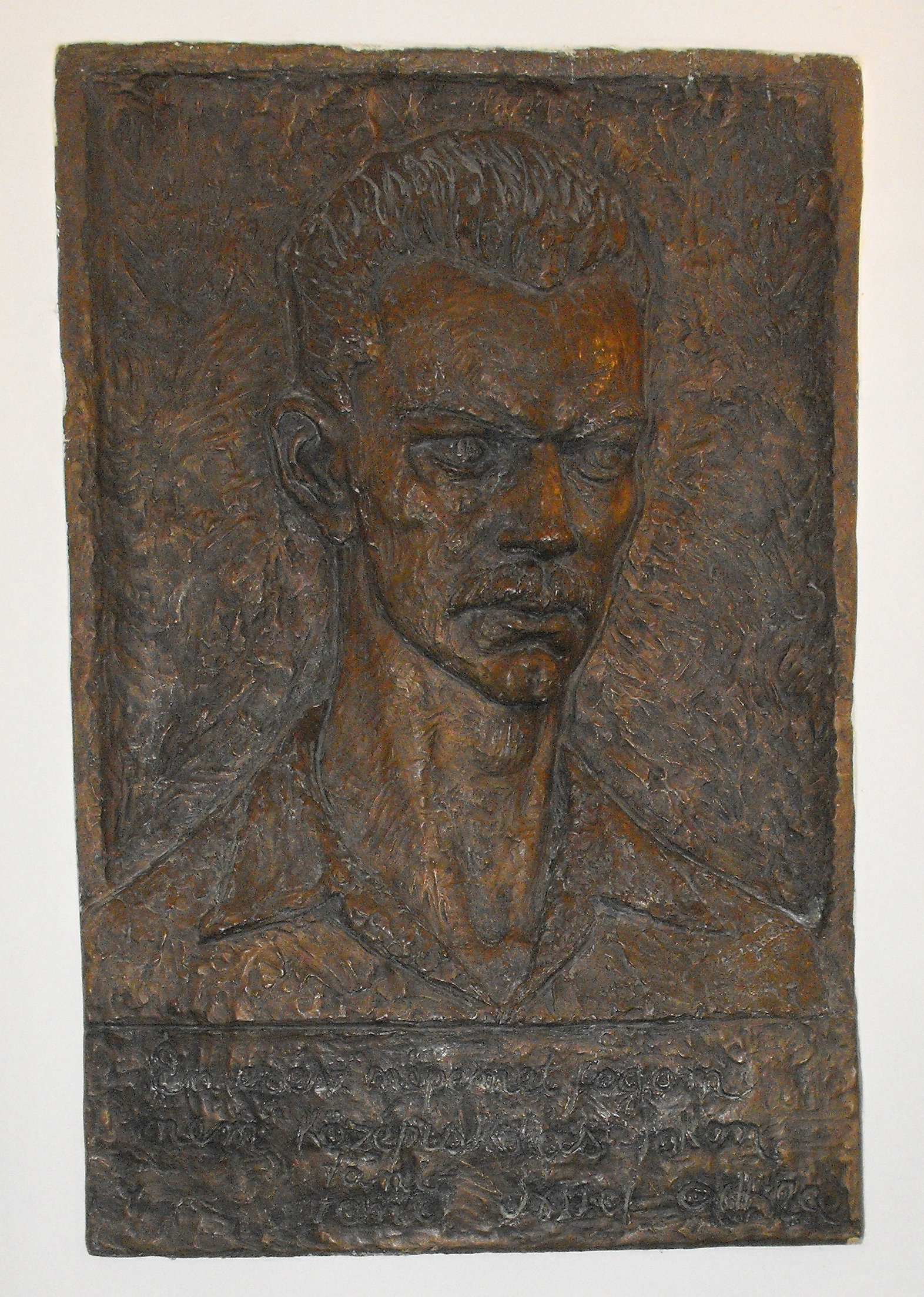
Relief des ungarischen Dichters Attila József in Makó, ein Werk von Klára Herczeg

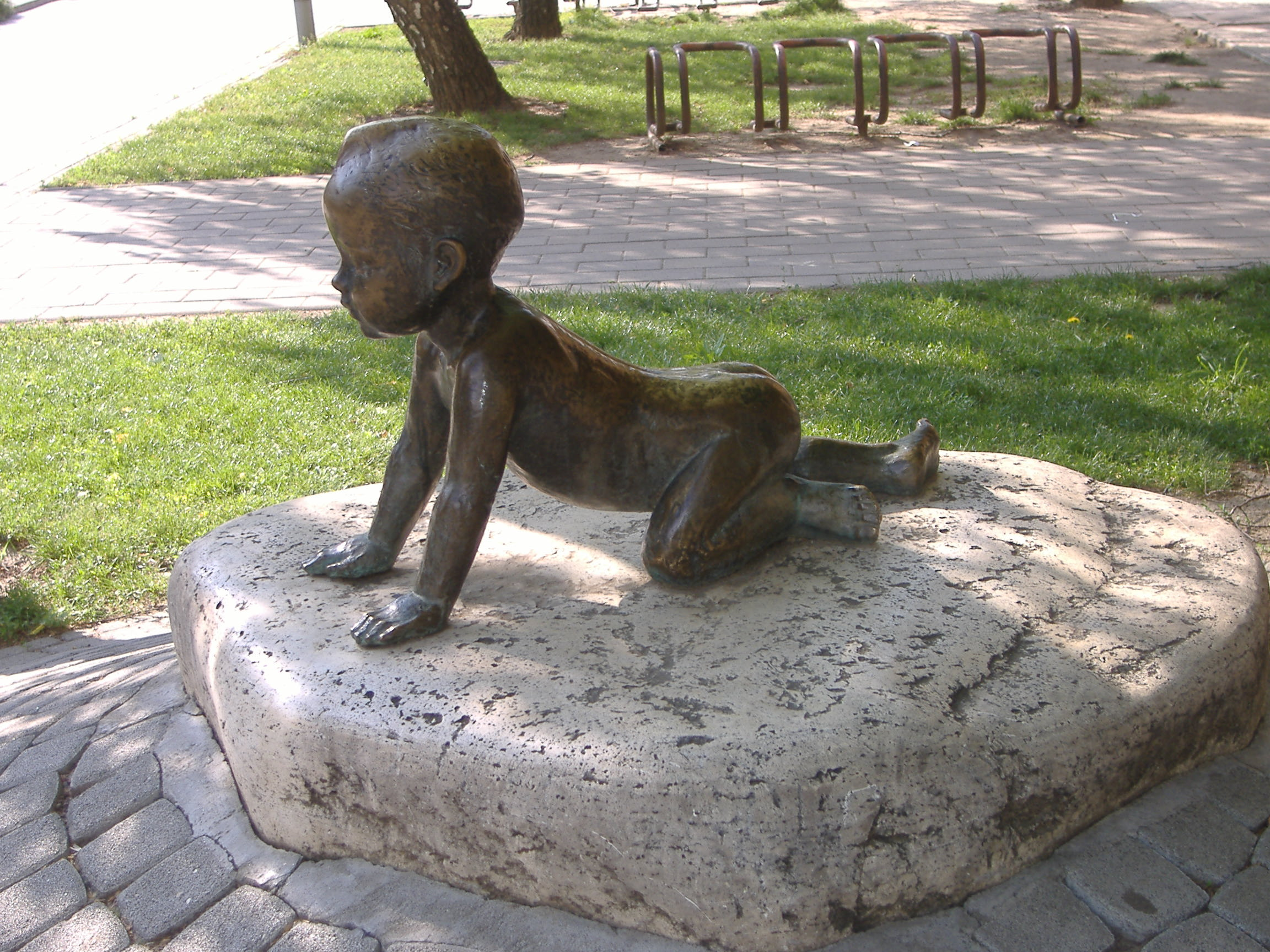
Klára Herczegs „Junior Statue“ (ungarisch: Öcsi szobor) in Makó

Ihre Werke wurden seit 1925 ausgestellt. 1937 nahm sie an der Pariser Weltausstellung teil und 1939 an der Weltausstellung in New York. Etwa 30 ihrer Skulpturen befinden sich in Budapester und weiteren ungarischen Museen. Auch im Ausland werden ihre Werke ausgestellt, zum Beispiel im Albrecht-Dürer-Haus in Nürnberg.
Die in den Jahren 1930 bis 1940 geschaffenen Porzellan- und Keramik-Figuren wurden nie in Ausstellungen gezeigt oder erwähnt. Auch in ihrer letzten Ausstellung, die 1996 aus Anlass des 90-jährigen Jubiläums im Petöfi Iradolmi Museum in Budapest stattfand, war nicht eine von diesen hervorragenden Figuren zu sehen.
Ihre Porzellan- und Keramikfiguren erscheinen jedoch immer wieder auf Kunstauktionen und im Antiquitäten-Handel. Sie entwarf nachweislich mehr als die hier erwähnten 200 Figuren namhafter Porzellan- und Keramik-Fabriken:
- 1930–1940: 90 für Goldscheider in Wien – Österreich
- 1931–1939: 14 für Hutschenreuther in Selb – Deutschland
- 1931–1939: 40 für Bing & Grøndahl in Copenhagen – Dänemark
- 1932–1957: 27 für Rosenthal in Selb – Deutschland (Porzellan)
- 1934–1937: 24 für Rosenthal in Selb – Deutschland (Keramik)
- 1936–1955:  8 für Herend in Herend – Ungarn
- 1936:       1 für Hollohaza in Pest – Ungarn
- 1935–1936:  3 für Devon Crown in Stoke Trent – England
- 1935–1936:  7 für Haas & Czjzek in Schlaggenwald – Tschechische Republik
- 1937–1938: 16 für Metzler & Ortloff in Ilmenau – Deutschland
- 1935:       3 für Aelteste Volksstedt in Volsstedt – Deutschland
- 1957:       3 für Wallendorf in Lichte – Deutschland
- 1936–1957:  4 für Kister in Scheibe-Alsbach – Deutschland

Zwischen 1940 und 1997 arbeitete sie mit zahlreichen Materialien, wie Bronze- und Aluminiumguss, Stein und Ton. Themen ihrer Monumentalplastiken, Kleinplastiken, Porträts und Plaketten waren die Soziologie, Religion, Mythologie und Sagen.

## Klára-Herczeg-Preis
In ihrem Testament setzte Klára Herczeg die Young Artists Foundation in Budapest als Erben ein. Zweck der Stiftung ist es, Künstler am Beginn ihrer Karriere und Künstler in fortgeschrittenem Alter zu unterstützen. Der Verwaltungsrat der Stiftung beschloss, den Preis nach der Erblasserin zu benennen.

## Auszeichnungen
- 1960 Munkácsy Mihály-Preis, Ungarn

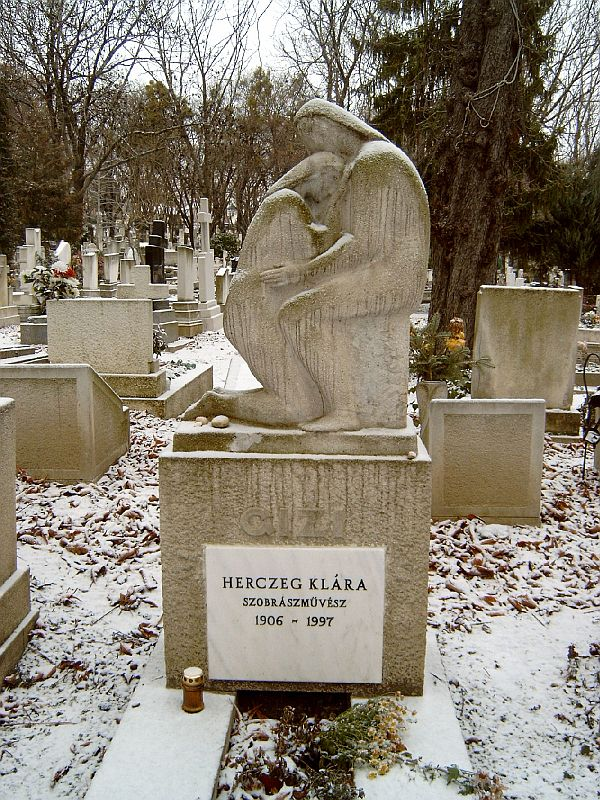
Das Grab Klára Herczegs in Budapest
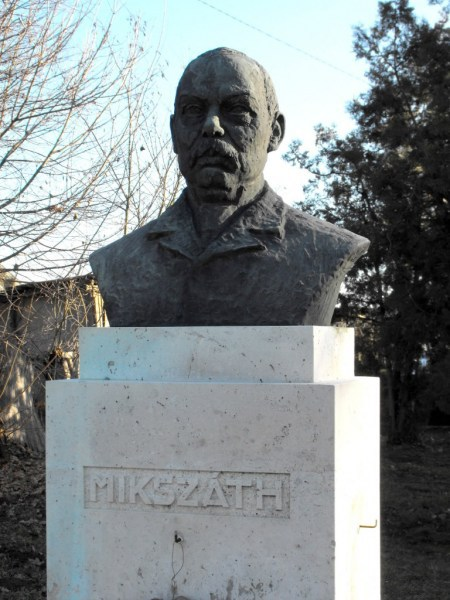
Büste von Kálmán Mikszáth
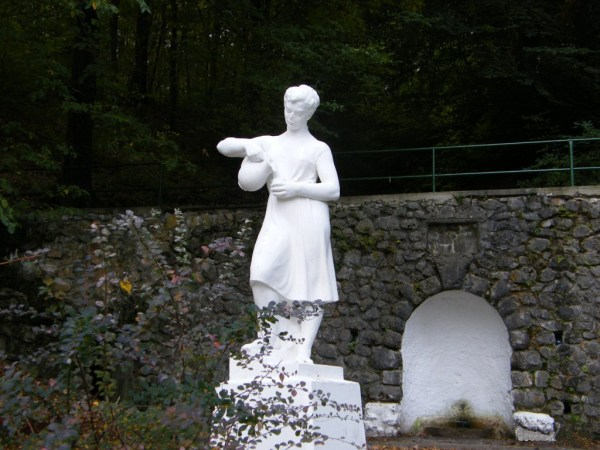
Statue in Miskolc